# Hongkong na Letnich Igrzyskach Olimpijskich 2016
Hongkong na Letnich Igrzyskach Olimpijskich 2016 w Rio de Janeiro, reprezentowało 37 zawodników. Był to 16. start reprezentacji Hongkongu na letnich igrzyskach olimpijskich.

## Reprezentanci

### Badminton
Mężczyźni
| Zawodnik   | Konkurencja             | Faza grupowa                                | Faza grupowa | 1/8 finału           | Ćwierćfinały     | Półfinały        | Finał            | Pozycja |    |
| Zawodnik   | Konkurencja             | Przeciwnicy Wynik                           | Pozycja      | Przeciwnik Wynik     | Przeciwnik Wynik | Przeciwnik Wynik | Przeciwnik Wynik | Pozycja |    |
| ---------- | ----------------------- | ------------------------------------------- | ------------ | -------------------- | ---------------- | ---------------- | ---------------- | ------- | -- |
| Hu Yun     | Gra pojedyncza mężczyzn | Pablo Abián W 2:0 Jaspar Yu Woon Chai W 2:0 | 1.           | Chou Tien-chen P 0:2 | NQ               | NQ               | NQ               | NQ      | NQ |
| Ng Ka Long | Gra pojedyncza mężczyzn | Pedro Martins W 2:0 Martin Giuffre W 2:0    | 1.           | Son Wan-ho P 0:2     | NQ               | NQ               | NQ               | NQ      | NQ |

Kobiety
| Zawodniczka                | Konkurencja           | Faza grupowa | Faza grupowa | 1/8 finału       | Ćwierćfinały     | Półfinały        | Finał            | Pozycja |    |
| Zawodniczka                | Konkurencja           | Przeciwnicy Wynik | Pozycja      | Przeciwnik Wynik | Przeciwnik Wynik | Przeciwnik Wynik | Przeciwnik Wynik | Pozycja |    |
| -------------------------- | --------------------- | --- | ------------ | ---------------- | ---------------- | ---------------- | ---------------- | ------- | -- |
| Yip Pui Yin                | Gra pojedyncza kobiet | Ratchanok Intanon P 0:2 Kati Tolmoff P 1:2                                                                           | 3.           | NQ               | NQ               | NQ               | NQ               | NQ      | NQ |
| Poon Lok Yan Tse Ying Suet | Debel kobiet          | Nitya Krishinda Maheswari Greysia Polii W 2:0 Heather Olver Lauren Smith W 2:0 Vivian Hoo Kah Mun Woon Khe Wei P 0:2 | 4.           | N/A              | NQ               | NQ               | NQ               | NQ      | NQ |

Mieszane
| Zawodnik                  | Konkurencja | Faza grupowa                                                                                      | Faza grupowa | 1/8 finału       | Ćwierćfinały     | Półfinały        | Finał            | Pozycja |    |
| Zawodnik                  | Konkurencja | Przeciwnicy Wynik                                                                                 | Pozycja      | Przeciwnik Wynik | Przeciwnik Wynik | Przeciwnik Wynik | Przeciwnik Wynik | Pozycja |    |
| ------------------------- | ----------- | ------------------------------------------------------------------------------------------------- | ------------ | ---------------- | ---------------- | ---------------- | ---------------- | ------- | -- |
| Lee Chun Hei Chau Hoi Wah | Mikst       | Zhang Nan Zhao Yunlei P 0:2 Praveen Jordan Debby Susanto P 1:2 Michael Fuchs Birgit Michels P 0:2 | 3.           | NQ               | NQ               | NQ               | NQ               | NQ      | NQ |

### Golf
| Zawodnik     | Konkurencja | Runda 1 | Runda 2 | Runda 3 | Runda 4 | Suma   | Suma | Suma    |
| Zawodnik     | Konkurencja | Punkty  | Punkty  | Punkty  | Punkty  | Punkty | Par  | Ranking |
| ------------ | ----------- | ------- | ------- | ------- | ------- | ------ | ---- | ------- |
| Tiffany Chan | kobiety     | 71      | 75      | 73      | 69      | 288    | +4   | 37      |

### Kolarstwo

#### Kolarstwo szosowe
| Zawodnik        | Konkurencja                         | Czas | Pozycja |
| --------------- | ----------------------------------- | ---- | ------- |
| Cheung King Lok | wyścig ze startu wspólnego mężczyzn | DNF  | DNF     |

#### Kolarstwo torowe
Sprint
| Zawodnik    | Konkurencja | Kwalifikacje | Kwalifikacje | Runda 1                   | Repasaż             | Runda 2                | Repasaż             | Ćwierćfinały        | Półfinały           | Finał                                                 | Pozycja |
| Zawodnik    | Konkurencja | Czas         | Pozycja      | Przeciwnik Rezultat       | Przeciwnik Rezultat | Przeciwnik Rezultat    | Przeciwnik Rezultat | Przeciwnik Rezultat | Przeciwnik Rezultat | Przeciwnik Rezultat                                   | Pozycja |
| ----------- | ----------- | ------------ | ------------ | ------------------------- | ------------------- | ---------------------- | ------------------- | ------------------- | ------------------- | ----------------------------------------------------- | ------- |
| Lee Wai Sze | sprint (k)  | 10,800       | 3.           | Virginie Cueff W (11,355) | BYE                 | Anna Meares W (11,355) | BYE                 | Kristina Vogel P, P | NQ                  | Zhong Tianshi Simona Krupeckaitė Anastasija Wojnowa P | 6       |

Keirin
| Zawodnik    | Konkurencja   | Runda 1 | Repasaż | Runda 2 | Finał   |
| Zawodnik    | Konkurencja   | Pozycja | Pozycja | Pozycja | Pozycja |
| ----------- | ------------- | ------- | ------- | ------- | ------- |
| Lee Wai Sze | keirin kobiet | 1.      | BYE     | DNF     | 7.      |

Omnium
| Zawodnik        | Konkurencja     | Scratch | Scratch | Wyścig na dochodzenie | Wyścig na dochodzenie | Wyścig na dochodzenie | Wyścig eliminacyjny | Wyścig eliminacyjny | Wyścig na 500 m | Wyścig na 500 m | Wyścig na 500 m | Okrążenie start lotny | Okrążenie start lotny | Okrążenie start lotny | Wyścig punktowy | Wyścig punktowy | Suma punktów | Pozycja |
| Zawodnik        | Konkurencja     | Wynik   | Pozycja | Przeciwnik Wynik      | Punkty                | Pozycja               | Punkty              | Pozycja             | Czas            | Punkty          | Pozycja         | Czas                  | Punkty                | Pozycja               | Punkty          | Pozycja         | Suma punktów | Pozycja |
| --------------- | --------------- | ------- | ------- | --------------------- | --------------------- | --------------------- | ------------------- | ------------------- | --------------- | --------------- | --------------- | --------------------- | --------------------- | --------------------- | --------------- | --------------- | ------------ | ------- |
| Leung Chun Wing | omnium mężczyzn | 20      | 16.     | 4:29,162              | 16                    | 13.                   | 16                  | 13.                 | 1:03,730        | 26              | 8.              | 12,265                | 26                    | 8.                    | 1               | 11.             | 105          | 11.     |
| Diao Xiao Juan  | omnium kobiet   | 20      | 11.     | 3:44,455              | 14                    | 14.                   | 14                  | 14.                 | 36,944          | 16              | 10.             | 14,499                | 20                    | 11.                   | 22              | 10.             | 100          | 12.     |

#### Kolarstwo górskie
| Zawodnik       | Konkurencja       | Czas    | Pozycja |
| -------------- | ----------------- | ------- | ------- |
| Chan Chun Hing | cross-country (m) | 1:44,41 | 32.     |

### Lekkoatletyka
Konkurencje techniczne
| Zawodnik      | Konkurencja         | Eliminacje | Eliminacje | Finał    | Finał   |
| Zawodnik      | Konkurencja         | Rezultat   | Pozycja    | Rezultat | Pozycja |
| ------------- | ------------------- | ---------- | ---------- | -------- | ------- |
| Chan Ming Tai | Skok w dal mężczyzn | 7,79       | 17.        | NQ       | NQ      |

Konkurencje biegowe
| Zawodnik      | Konkurencja    | Finał    | Finał   |
| Zawodnik      | Konkurencja    | Rezultat | Pozycja |
| ------------- | -------------- | -------- | ------- |
| Yiu Kit Ching | Maraton kobiet | 2:36,11  | 39.     |

### Pływanie
Mężczyźni
| Zawodnik       | Konkurencja          | Eliminacje | Eliminacje | Półfinał | Półfinał | Finał | Finał   |
| Zawodnik       | Konkurencja          | Czas       | Miejsce    | Czas     | Miejsce  | Czas  | Miejsce |
| -------------- | -------------------- | ---------- | ---------- | -------- | -------- | ----- | ------- |
| Geoffrey Cheah | 50 m stylem dowolnym | 22,46      | 32.        | NQ       | NQ       | NQ    | NQ      |

Kobiety
| Zawodniczka                                        | Konkurencja               | Eliminacje | Eliminacje | Półfinał | Półfinał | Finał | Finał   |
| Zawodniczka                                        | Konkurencja               | Czas       | Miejsce    | Czas     | Miejsce  | Czas  | Miejsce |
| -------------------------------------------------- | ------------------------- | ---------- | ---------- | -------- | -------- | ----- | ------- |
| Camille Cheng                                      | 50 m stylem dowolnym      | 25,92      | 44.        | NQ       | NQ       | NQ    | NQ      |
| Camille Cheng                                      | 100 m stylem dowolnym     | 54,92      | 24.        | NQ       | NQ       | NQ    | NQ      |
| Camille Cheng                                      | 200 m stylem dowolnym     | 1:59,71    | 29.        | NQ       | NQ       | NQ    | NQ      |
| Siobhan Haughey                                    | 200 m stylem dowolnym     | 1:56,91    | 9.         | 1:57,56  | 13.      | NQ    | NQ      |
| Siobhan Haughey                                    | 200 m stylem zmiennym     | DNS        | DNS        | NQ       | NQ       | NQ    | NQ      |
| Yvette Kong                                        | 100 m stylem klasycznym   | 1:09,56    | 32.        | NQ       | NQ       | NQ    | NQ      |
| Yvette Kong                                        | 200 m stylem klasycznym   | DNS        | DNS        | NQ       | NQ       | NQ    | NQ      |
| Claudia Lau                                        | 100 m stylem klasycznym   | 1:01,27    | 19.        | NQ       | NQ       | NQ    | NQ      |
| Claudia Lau                                        | 200 m stylem klasycznym   | 2:10,94    | 18.        | NQ       | NQ       | NQ    | NQ      |
| Stephanie Au Camille Cheng Yvette Kong Sze Hang Yu | 4 × 100 m stylem zmiennym | 4:03,85    | 14.        | —        | —        | NQ    | NQ      |

### Szermierka
| Zawodnik       | Konkurencja              | 1/32                      | 1/16                      | 1/8              | Ćwierćfinały     | Miejsca 5-8.     | Półfinały        | Mecz o 5. miejsce | Finał            |
| Zawodnik       | Konkurencja              | Przeciwnik Wynik          | Przeciwnik Wynik          | Przeciwnik Wynik | Przeciwnik Wynik | Przeciwnik Wynik | Przeciwnik Wynik | Przeciwnik Wynik  | Przeciwnik Wynik |
| -------------- | ------------------------ | ------------------------- | ------------------------- | ---------------- | ---------------- | ---------------- | ---------------- | ----------------- | ---------------- |
| Cheung Ka Long | floret indywidualnie (m) | Heo Jun W 15-8            | Guilherme Toldo P 10-15   | NQ               | NQ               | NQ               | NQ               | NQ                | NQ               |
| Cheung Ka Long | szpada indywidualnie (m) | Lubow Szutowa W 15-10     | Rossella Fiamingo P 11-15 | NQ               | NQ               | NQ               | NQ               | NQ                | NQ               |
| Lin Po Heung   | floret indywidualnie (k) | Elisa Di Francisca P 8-15 | NQ                        | NQ               | NQ               | NQ               | NQ               | NQ                | NQ               |

### Tenis stołowy
Mężczyźni
| Zawodnik                             | Konkurencja       | Eliminacje       | Runda 1          | Runda 2          | Runda 3           | 1/8 finału       | Ćwierćfinały     | Półfinały        | Finał            | Finał   |
| Zawodnik                             | Konkurencja       | Przeciwnik Wynik | Przeciwnik Wynik | Przeciwnik Wynik | Przeciwnik Wynik  | Przeciwnik Wynik | Przeciwnik Wynik | Przeciwnik Wynik | Przeciwnik Wynik | Pozycja |
| ------------------------------------ | ----------------- | ---------------- | ---------------- | ---------------- | ----------------- | ---------------- | ---------------- | ---------------- | ---------------- | ------- |
| Tang Peng                            | gra pojedyncza    | BYE              | BYE              | BYE              | Calderano P 2–4   | NQ               | NQ               | NQ               | NQ               | NQ      |
| Wong Chun Ting                       | gra pojedyncza    | BYE              | BYE              | BYE              | Eugene Wang W 4–0 | Kōki Niwa P 3–4  | NQ               | NQ               | NQ               | NQ      |
| Ho Kwan Kit Tang Peng Wong Chun Ting | turniej drużynowy | —                | —                | —                | —                 | Australia W 3–0  | Japonia P 1–3    | NQ               | NQ               | NQ      |

Kobiety
| Zawodniczka                       | Konkurencja       | Eliminacje       | Runda 1          | Runda 2          | Runda 3               | 1/8 finału            | Ćwierćfinały     | Półfinały        | Finał            | Finał   |
| Zawodniczka                       | Konkurencja       | Przeciwnik Wynik | Przeciwnik Wynik | Przeciwnik Wynik | Przeciwnik Wynik      | Przeciwnik Wynik      | Przeciwnik Wynik | Przeciwnik Wynik | Przeciwnik Wynik | Pozycja |
| --------------------------------- | ----------------- | ---------------- | ---------------- | ---------------- | --------------------- | --------------------- | ---------------- | ---------------- | ---------------- | ------- |
| Doo Hoi Kem                       | gra pojedyncza    | BYE              | BYE              | BYE              | Georgina Póta W 4–2   | Ding Ning P 0–4       | NQ               | NQ               | NQ               | NQ      |
| Lee Ho Ching                      | gra pojedyncza    | BYE              | BYE              | BYE              | Tetyana Bilenko W 4–1 | Li Xiaoxia P 0–4      | NQ               | NQ               | NQ               | NQ      |
| Doo Hoi Kem Lee Ho Ching Tie Yana | turniej drużynowy | —                | —                | —                | —                     | Chińskie Tajpej W 3–1 | Niemcy P 1–3     | NQ               | NQ               | NQ      |

### Wioślarstwo
| Zawodnik                     | Konkurencja                                  | Eliminacje | Eliminacje | Repasaż | Repasaż     | Ćwierćfinały | Ćwierćfinały | Półfinały C/D | Półfinały C/D | Półfinały A/B | Półfinały A/B | Finał C/D | Finał C/D | Finał A/B | Finał A/B |
| Zawodnik                     | Konkurencja                                  | Czas       | M.         | Czas    | M.          | Czas         | M.           | Czas          | M.            | Czas          | M.            | Czas      | M.        | Czas      | M.        |
| ---------------------------- | -------------------------------------------- | ---------- | ---------- | ------- | ----------- | ------------ | ------------ | ------------- | ------------- | ------------- | ------------- | --------- | --------- | --------- | --------- |
| Chiu Hin Chun Tang Chiu Mang | LM2x (dwójka podwójna wagi lekkiej mężczyzn) | 6:45,05    | 5. Q (Ć)   | 7:22,05 | 6. Q (PC/D) | BYE          | BYE          | 7:33,47       | 4. (FD)       | BYE           | BYE           | 6:57,95   | 19.       | BYE       | BYE       |
| Lee Ka Man Lee Yuen Yin      | LM2x (dwójka podwójna wagi lekkiej kobiet)   | 7:29,87    | 8. Q (Ć)   | 8:20,96 | 6. Q (PC/D) | BYE          | BYE          | 8:14,17       | 2. (FC)       | BYE           | BYE           | 7:46,85   | 16.       | BYE       | BYE       |

### Żeglarstwo
| Zawodnik                 | Konkurencja | Wyścig | Wyścig | Wyścig | Wyścig | Wyścig | Wyścig | Wyścig | Wyścig | Wyścig | Wyścig | Wyścig | Wyścig | Wyścig | Punkty | Finałowa pozycja |
| Zawodnik                 | Konkurencja | 1      | 2      | 3      | 4      | 5      | 6      | 7      | 8      | 9      | 10     | 11     | 12     | M*     | Punkty | Finałowa pozycja |
| ------------------------ | ----------- | ------ | ------ | ------ | ------ | ------ | ------ | ------ | ------ | ------ | ------ | ------ | ------ | ------ | ------ | ---------------- |
| Chun Leung Michael Cheng | RS:X (m)    | 3      | 6      | 11     | 5      | 6      | 16     | 9      | 13     | 13     | 21     | 17     | 26     | 6      | 126    | 8                |
| Sin Lam Sonia Lo         | RS:X (k)    | 15     | 15     | 15     | 16     | 19     | 22     | 11     | 17     | 17     | 7      | 12     | 13     | NQ     | 157    | 17               |